# Krak (kníže)
Krak (také Krakus, latinsky Gracchus) byl legendární vládce Poláků, zakladatel města Krakov. Legendu v nejstarší dochované podobě známe od středověkého kronikáře Wincenta Kadlubka. Krak podle ní bojoval s Galy, byl pak vybrán králem, a tak vzniklo Polské království.

## Legenda

### Život
Podle středověkého kronikáře Wincenta Kadlubka, jehož záznamy jsou nejstarší, byl Krak jedním z knížat nebo guvernérů, kteří bojovali s Galy kdesi v Panonii, nebo snad v Korutanech. Po návratu na území Polska se Krak stal králem. Měl dva syny Kraka II., Lecha II. a dceru Wandu. Jeho synové měli zabít Vavelského draka. Poté měl Lech II. ze závisti zabít svého bratra Kraka II. Jiná legenda říká, že draka zabil sám Krak, proto byl nazýván také Drakobijec (polsky Smokobójca).
Wanda byla hrdinkou legendy „O Wandě, která nechtěla Němce za manžela“ (polsky „O Wandzie, która nie chciała Niemca“).
V popise pohřbu knížete Kraka se objevuje zmínka o založení města Krakov. Po smrti knížete Kraka byl navršen kopec, pod kterým byl podle legendy pochován.
V době, kdy měl být kopec navršen, obyvatelé města Krakova prý nosili zeminu na mohylu v rukávech, odtud vznikl svátek Rukávů (polsky święto Rękawki). Kopec se v polštině označuje Kopiec Kraka nebo Kopiec Krakusa, česky je znám jako Krakova mohyla.
Po Krakově smrti přešla vláda na jeho syny a později dceru Wandu.
Legenda o Krakově životě částečně připomíná českou pověst o knížeti Krokovi, především v díle Jana Dluhoše. Motiv války z drakem byl použit pravděpodobně z legendy o svatém Jiřím, případně z mýtu války Peruna se Zmejem. Legenda obsahuje prvky událostí z 7. a 8. století. Krak mohl být také stejná osoba jako legendární keltiberský král Crocco.

## Krak podle kroniky Wincenta Kadlubka
Vyprávění o Krakovi u Kadlubka začíná po ukončení bojů s Římany. Autor připomíná, že prapůvodní Slované, kteří osídlili Polsko, si zvolili Kraka za svého knížete. Následně Kadlubek popisuje ve zkratce dějiny jiného velkého kmene, který byl prý jediný, který se mohl poměřovat s Poláky, což byli Galové. V jisté době prý přitáhli do Panonie, z čehož Kadlubek odvodil, že se tam střetli se Slovany. Panonie byla ve středověku považována za kolébku Slovanů. Tento stav měl mít za následek první snahu o vytváření vlastní kmenové organizace. Krak, který z neznámých důvodů nebyl v té době v Panonii (Kadlubek píše, že se vrátil z Korutan; snad tam byl na vojenské výpravě), se proto po návratu rozhodl shromáždit všechny muže k rokování. Na schůzce získal důvěru společenstva (Kadlubek mu vložil do úst slova: „svět bez slunce – to je jako země bez krále“), a pak se prohlásil za krále.
Wincent Kadlubek přeložil Krakovo jméno do latiny jako „Gracchus“, a pod tímto jménem Krak vystupuje v jeho kronice. Nepochybně tak chtěl připodobnit Kraka k jinému zákonodárci Tiberiu Gracchovi. Není bez významu, že první informace o Krakovi se v Kadlubkově kronice objevují, když popisuje války Poláků s Římany. Později, když boje přestaly, „Prapoláci“ měli obsadit určitá města, ve kterých měli později ustanovit guvernéry. Zároveň si také vybrali knížete, kterým byl právě Krak. To však vyplývá z dalšího průběhu příběhu, kdy Krak neměl nadřazené postavení v kmeni, ale byl pravděpodobně jen jedním z guvernérů. Proto se Krak stal guvernérem s největší pravděpodobností v nějakém římském městě. Další věc je poukaz na spojení s Římem a Tiberiem Gracchem, kdy mezi Krakovými prvními činy po jmenování králem bylo vydání zákona. První zákony, který vytvořil nový král, podle Kadlubka převzaly formu a obsah od Římanů („Tak vznikl základ našich občanských práv a nastala doba jeho zrození“). Jejich zásady byly založeny na zrušení otroctví a nespravedlnosti (za což bojoval také Tiberius Gracchus). Tímto způsobem chtěl kronikář dát Krakově legendě silnější historický základ.
Kadlubek také poprvé používá pojem „Polsko“, které měl Krak přivést k „velké prosperitě“. Rozkvět však netrval dlouho, protože nově vytvořený stát narazil na nový problém v podobě netvora zvaného „všežravý“. Jak píše kronikář, netvor terorizoval poddané v Krakově svými velkými nároky na oběti skotu, jehož dodávky vyžadoval každý týden. Kdyby nebyla oběť učiněna, žral by lidi. V této situaci Krak poslal na netvora své syny, kteří se po neúspěchu v otevřeném boji uchýlili ke lsti. Dali „všežravému“ jako oběť kravskou kůži naplněnou sírou, což netvora zabilo. S tímto příběhem souvisí legenda o bratrovraždě, která pak vedla ke krátkému bezvládí v Krakově. Když synové zabili netvora, mladší z nich, toužící po moci, se vrhl na staršího a zabil jej. Otce obelhal, že staršího bratra zabil netvor. Po Krakově smrti tento syn převzal vládu. Temné tajemství Lecha II. bylo brzy objeveno, byl souzen a vyhnán. Navzdory tomu byla láska lidu ke Krakovi a jeho rodině prý tak velká, že vládu předali Krakově dceři Wandě. Při této příležitosti Wincent Kadlubek poznamenává, že rozhodnutí v této věci přejal „sněm mocného a celého lidu“.
Na počest Kraka bylo po jeho smrti nad skálou, kde žil netvor, postaveno město. Podle Kadlubka, bylo město nazváno Gracchovia (Krakov) a pohřební rituály za zesnulého krále byly prováděny tak dlouho, dokud město nebylo zcela dokončeno, a to do posledního domu. Kronikář si poznamenal, že název města Krakov byl odvozen od křiku havranů, kteří přiletěli hodovat na mršině „všežravého“.

## Krak v současné literatuře
Kníže Krak je jednou z postav trilogie, kterou napsal Stanisław Pagaczewski o příhodách Baltazara Houby (polsky Baltazar Gąbka): Únos Baltazara Houby, Mise profesora Houby, Houba a létající talíře.
Historií Kraka se inspiroval také Stanisław Szukalski k napsání dramatu Krak, syn Ludole.

## Galerie

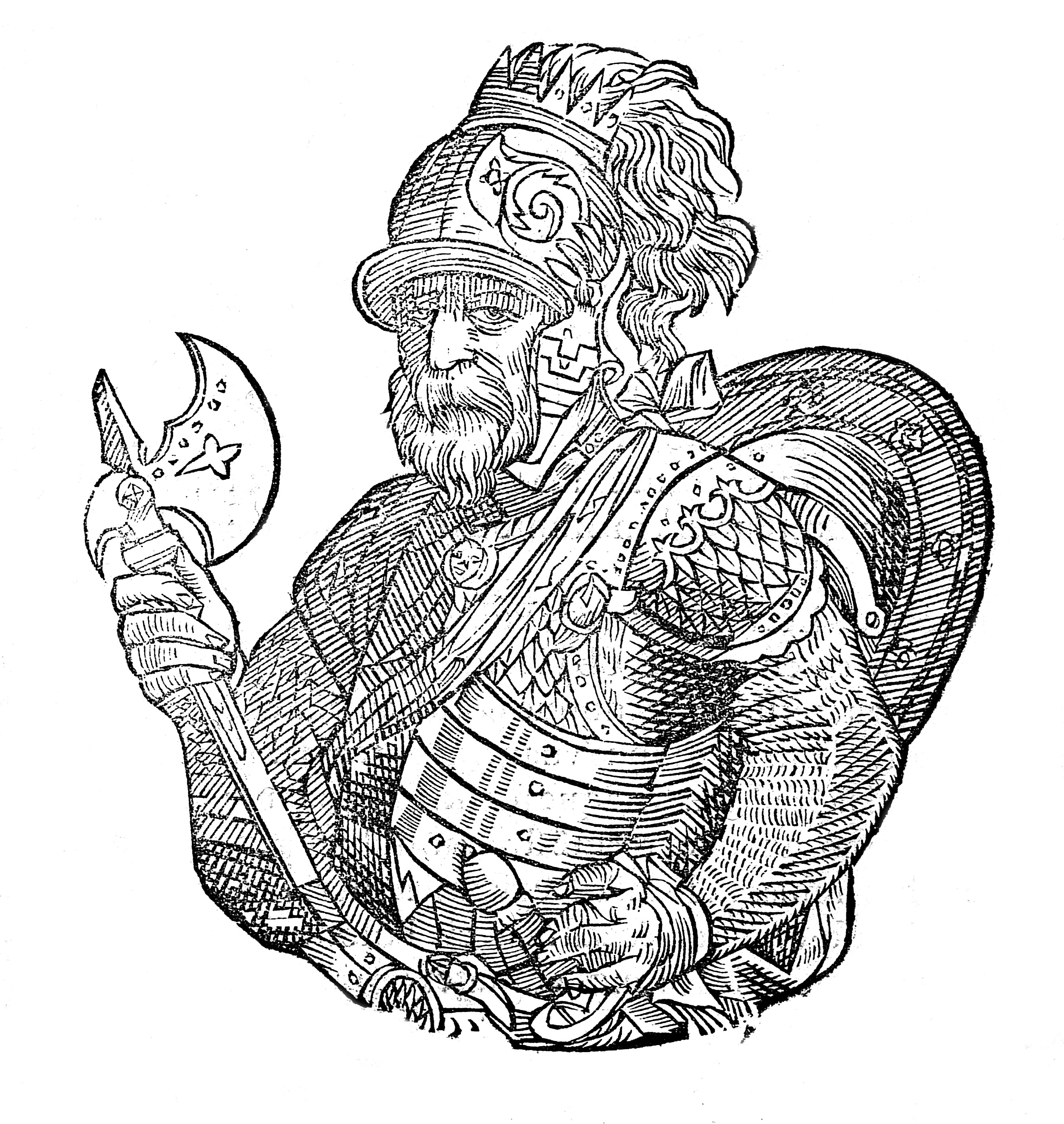
Alessandro Guagnini, Sarmatiae Europeae descriptio, Špýr, 1581
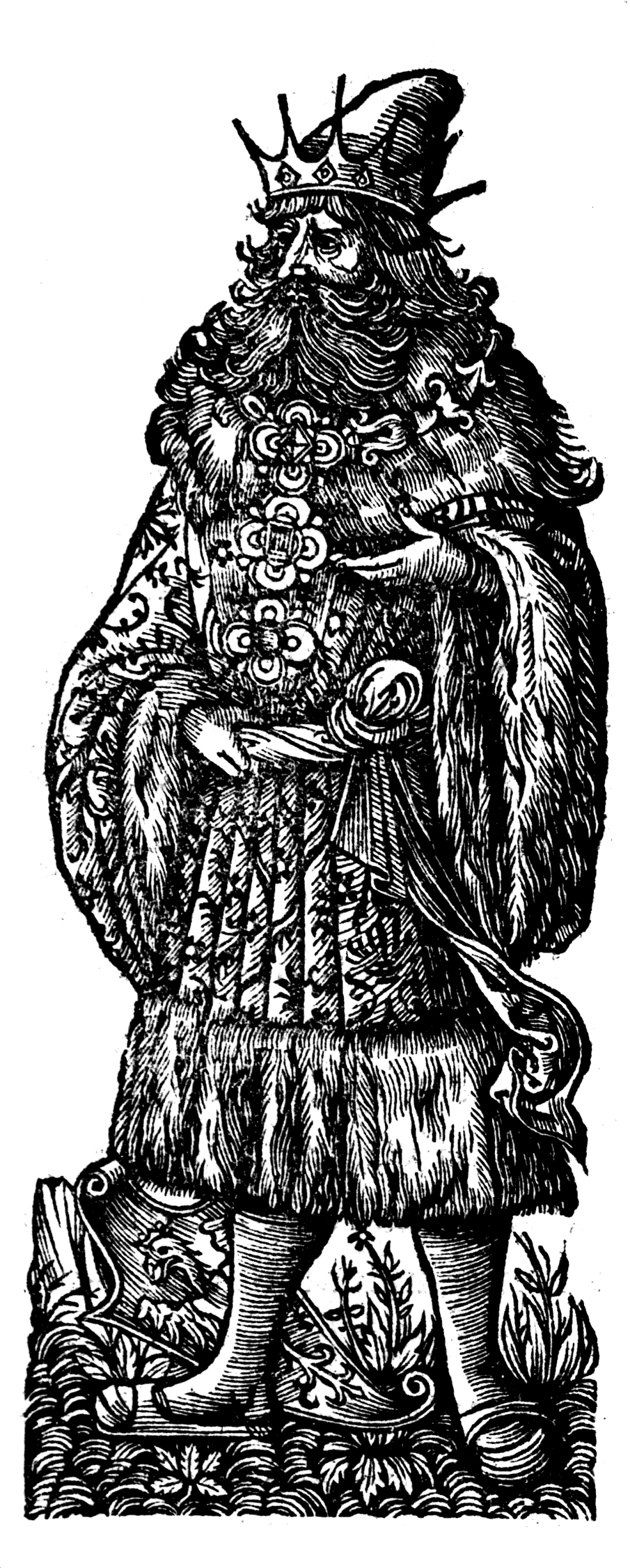
Krakus, dřevoryt, Chronica Polonorum (Maciej Miechowita)
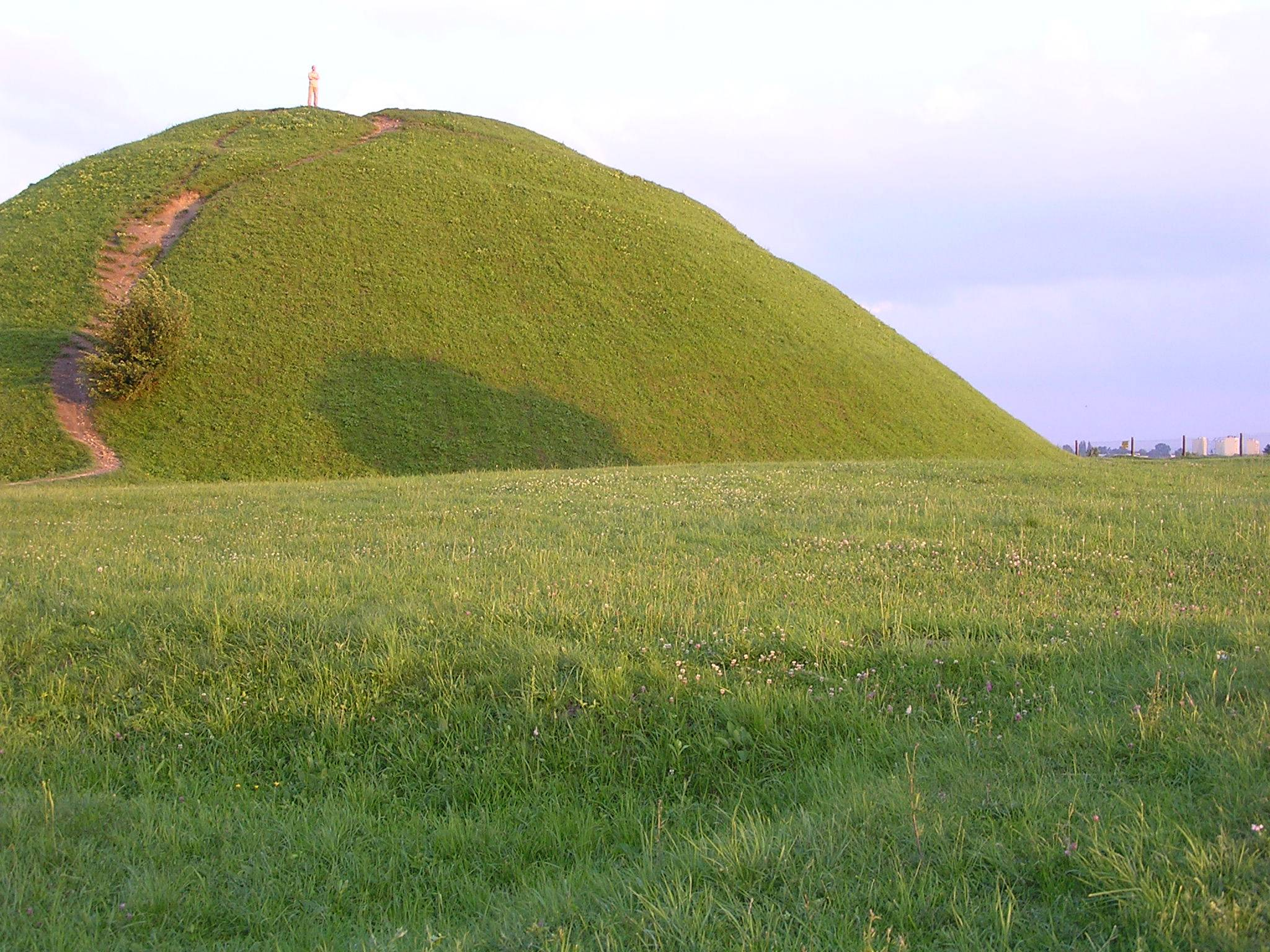
Krakova mohyla
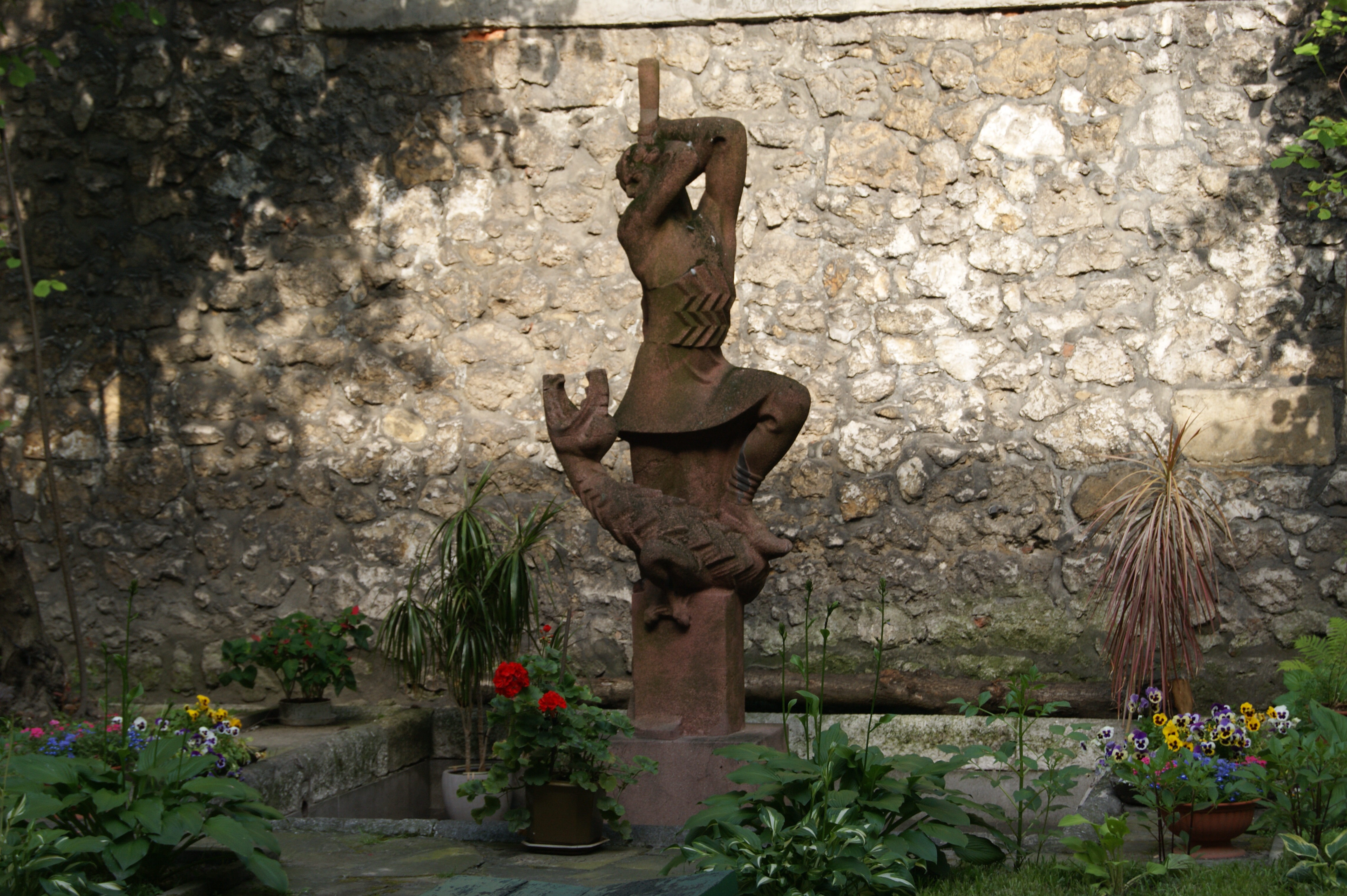
Pomník Kraka v Krakově (GPS 50.060725, 19.94115)
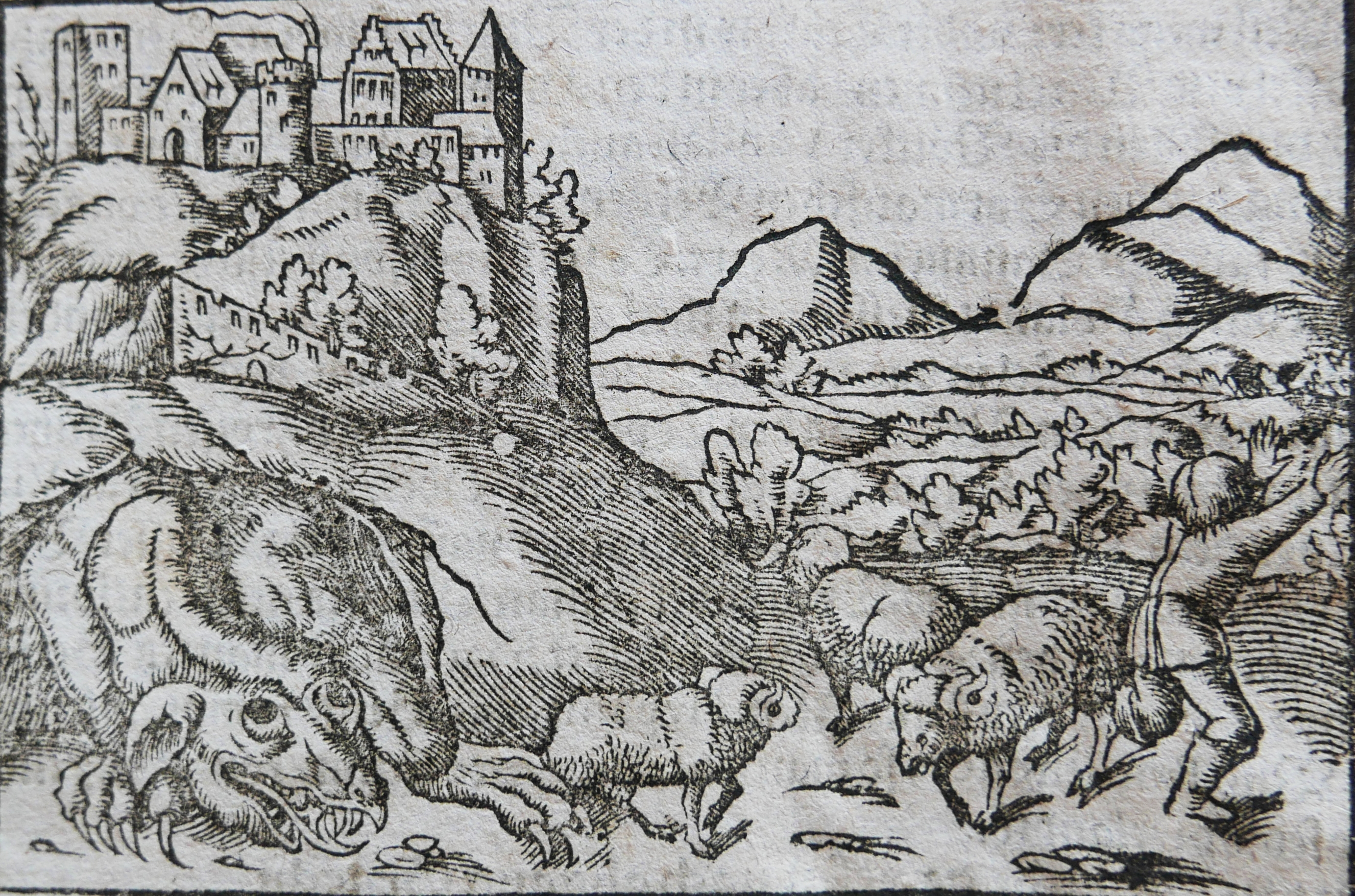
Vavelský drak, Ilustrace z roku 1550, Cosmographiae universalis libri VI, Sebastian Münster
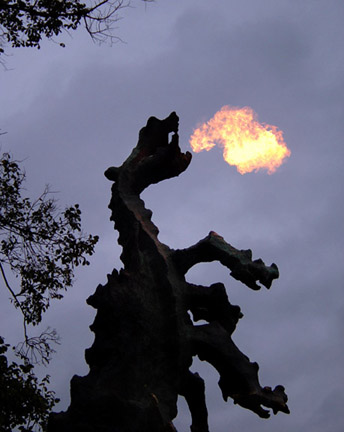
Fire-breathing Smok Wawelski below Wawel Castle, slain in Krakus's days